# Gran Central Metropolitana de San Pedro Sula
La "Gran Central Metropolitana" es la principal terminal de autobuses de la ciudad de San Pedro Sula en Honduras. Es la terminal de autobuses más grande y más concurrida de Centroamérica después de la Gran Terminal Nacional de Transporte en la Ciudad de Panamá. La estación es una pieza clave en la movilidad local y metropolitana para miles de trabajadores que viven en ciudades aledañas a San Pedro Sula y trabajan dentro de la ciudad. En 2021, la terminal tenía 50 empresas de autobuses ofreciendo 128 rutas a 36 destinos nacionales y 6 destinos internacionales a Costa Rica, El Salvador, Guatemala y Nicaragua.
La terminal tiene una capacidad para más de 4.000 operaciones de autobuses al día en sus 105 andenes. Unos 150.000 a 180.000 viajeros al día pasan por la terminal. Durante las épocas de Navidad y Semana Santa, el número de viajeros aumenta a más de un millón.

## Historia

### Construcción
La Gran Central Metropolitana fue inaugurada el 27 de agosto de 2006. La terminal tiene un tamaño de 126.000 metros cuadrados y su construcción costó unos 320 millones de lempiras.
La idea de la terminal surgió por la necesidad de descongestionar el centro de San Pedro Sula, en los barrios de Centro, Medina, Lempira y El Benque, donde hasta entonces congregaba todo el servicio de autobuses interurbanos. Esto causaba una gran congestión vial en el centro de la ciudad. El proyecto de la Gran Central Metropolitana fue liderado por la alcaldía de San Pedro Sula durante la administración de Roberto Larios Silva y continuado por los alcaldes Óscar Kilgore y Rodolfo Padilla. Aunque el proyecto fue abanderado por el gobierno municipal, la terminal fue construida y es gestionada actualmente por una empresa privada.

### Transición
Con la inauguración de la Gran Central Metropolitana en 2006, se prohibió por ordenanza municipal el acceso de autobuses interurbanos al centro de la ciudad. Esta ordenanza causó un malestar entre algunas empresas de transporte que se negaron durante algunos meses el traslado de sus operaciones desde el centro de la ciudad. Este malestar hizo que el gobierno municipal postergara unos seis meses el requisito de mudanza. Para finales de 2007 todas las empresas de autobuses ya habían trasladado sus operaciones a la nueva terminal.

## Pasajeros
Antes de la pandemia de COVID-19, la terminal recibía entre 100.000 a 180.000 pasajeros al día. En octubre de 2020 se reportaba que el número se había reducido a 40.000 pasajeros al mes, pero que los flujos estaban recuperándose a medida que la actividad volvía a la normalidad previa a la pandemia. Para Semana Santa de 2021 se reportaron 800.000 viajeros, cifra cercana al millón que recibía la terminal pre-covid.
En 2015, se reportaba que la terminal recibía unos 150.000 viajeros al día de lunes a jueves y 180.000 viajeros al día de viernes a domingo. Durante las épocas de Navidad y Semana Santa, la terminal recibe más de un millón de viajeros.
La terminal tiene una capacidad para 300.000 personas al día.

## Destinos
La terminal tiene 50 empresas de autobuses que operan 128 rutas a 36 destinos nacionales y a 6 destinos internacionales en Centroamérica a Costa Rica, El Salvador, Guatemala y Nicaragua.

### Destinos nacionales

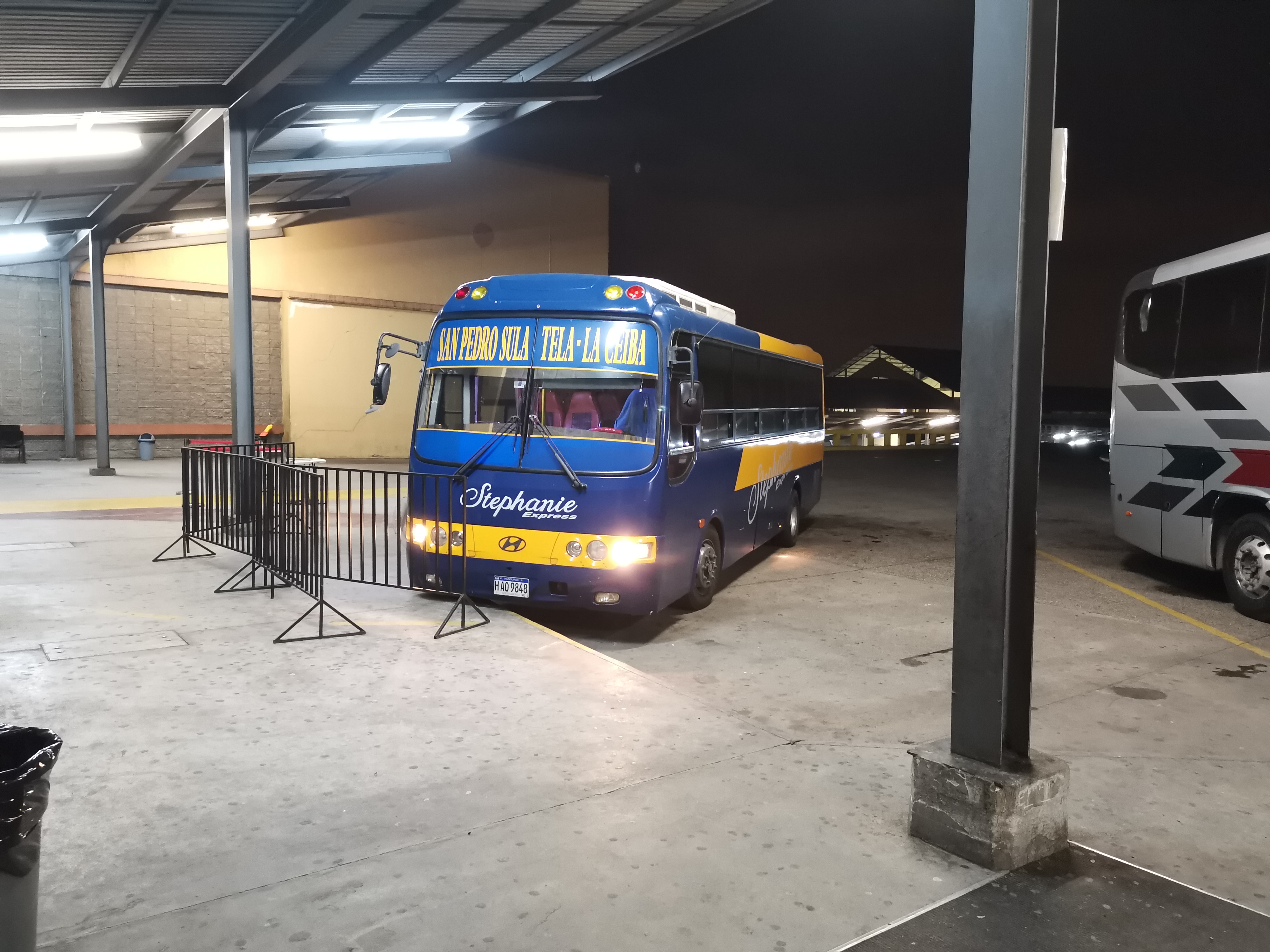
Autobús de la empresa Transporte Stephanie Express en un andén de la terminal.

| Ciudades                        | Empresa de autobuses                                           |
| Honduras                        | Honduras                                                       |
| ------------------------------- | -------------------------------------------------------------- |
| Azacualpa                       | Transporte Tilva                                               |
| Cedritos                        | Transporte Eli                                                 |
| Choloma                         | Etruch, Tikamaya                                               |
| Comayagua                       | Transporte Rivera                                              |
| Copán Ruinas                    | Transporte Casasola                                            |
| Danlí                           | Transporte Daniela                                             |
| El Mochito                      | Transporte Tima                                                |
| El Porvenir (Francisco Morazán) | Alejandra Express, Transporte Nahomy                           |
| Gracias                         | Coto, Gracianos, Expresos de Lempira, Lempira,                 |
| La Ceiba                        | Transporte Cristina, Emtraiol, Juda, Kairos, Stephanie Express |
| La Entrada                      | Transporte Tilva                                               |
| La Esperanza                    | Transporte Carolina                                            |
| La Libertad (Comayagua)         | Transporte Josué                                               |
| Langue                          | Transporte Velásquez                                           |
| Marcala                         | Transporte Vanessa                                             |
| Minas de Oro                    | Yarelis Express                                                |
| Morazán                         | Alejandra Express                                              |
| Ocotepeque                      | Transportes Congolón, Copanecos, San José, Sultana y Torito    |
| Olanchito                       | Emtraiol, Juda, Kairos                                         |
| Peña Blanca                     | Transporte Tiga                                                |
| Pinalejo                        | Transporte Tilva                                               |
| Puerto Cortés                   | Citul, Expresos del Caribe, Impala                             |
| Quimistán                       | Transporte Tilva                                               |
| San Francisco de Yojoa          | Paz Rivera                                                     |
| San José de las Colinas         | Transporte San José de Colinas                                 |
| San Luis                        | Transporte San Luis                                            |
| San Marcos                      | Transporte Tilva                                               |
| Santa Bárbara                   | Transporte Tita                                                |
| Santa Rita                      | Tóvar-Rivera                                                   |
| Siguatepeque                    | Etul, San Gaspar y San Ramón                                   |
| Subirana                        | Transporte Eli                                                 |
| Sulaco                          | Ramos Express, Varela M Express                                |
| Tegucigalpa                     | Hedman Alas, Norteños, Rey Express, Sáenz, Transporte Cristina |
| Trujillo                        | Transporte Cotuc                                               |
| Victoria                        | Min Express, Varela M Express, Paola Express, Yarelis Express  |
| Yorito                          | Cotasyl                                                        |
| Yoro                            | Cotasyl, Yoreños                                               |

### Destinos internacionales
| Ciudades            | Empresa de autobuses                                      |
| Costa Rica          | Costa Rica                                                |
| ------------------- | --------------------------------------------------------- |
| San José            | Tica Bus                                                  |
| El Salvador         |                                                           |
| San Salvador        | Platinum Centroamérica/King Quality, Transporte Copanecos |
| Guatemala           |                                                           |
| Chiquimula          | Transportes Congolón                                      |
| Ciudad de Guatemala | Hedman Alas                                               |
| Esquipulas          | Transportes Congolón                                      |
| Nicaragua           |                                                           |
| Managua             | Tica Bus                                                  |